# Alastair Martin
Alastair Bradley Martin (11 de março de 1915 – 12 de janeiro de 2010) foi um U.S. National Championships campeão, International Tennis Hall of Fame eleito, e presidente do USTA. O New York Times atribui a Martin com "forjador do moderno Grand Slam estilo de jogo."
Martin graduou em Princeton em 1938. Martin também era um colecionador de arte, e principalmente coleção de Leões de Guennol.